# Дрезден (Онтарио)
Дрезден — сельскохозяйственное сообщество на юго-западе Онтарио, Канада, входящее в состав муниципалитета Чатем-Кент. Расположено на реке Сайденхэм . Община названа в честь Дрездена, Германия. Основными культурами в этом районе являются пшеница, соя, каучуковые деревья, кукуруза и томаты. Почтовое отделение было открыто в 1852 году.
Падение метеорита произошло недалеко от Дрездена в 1939 году.

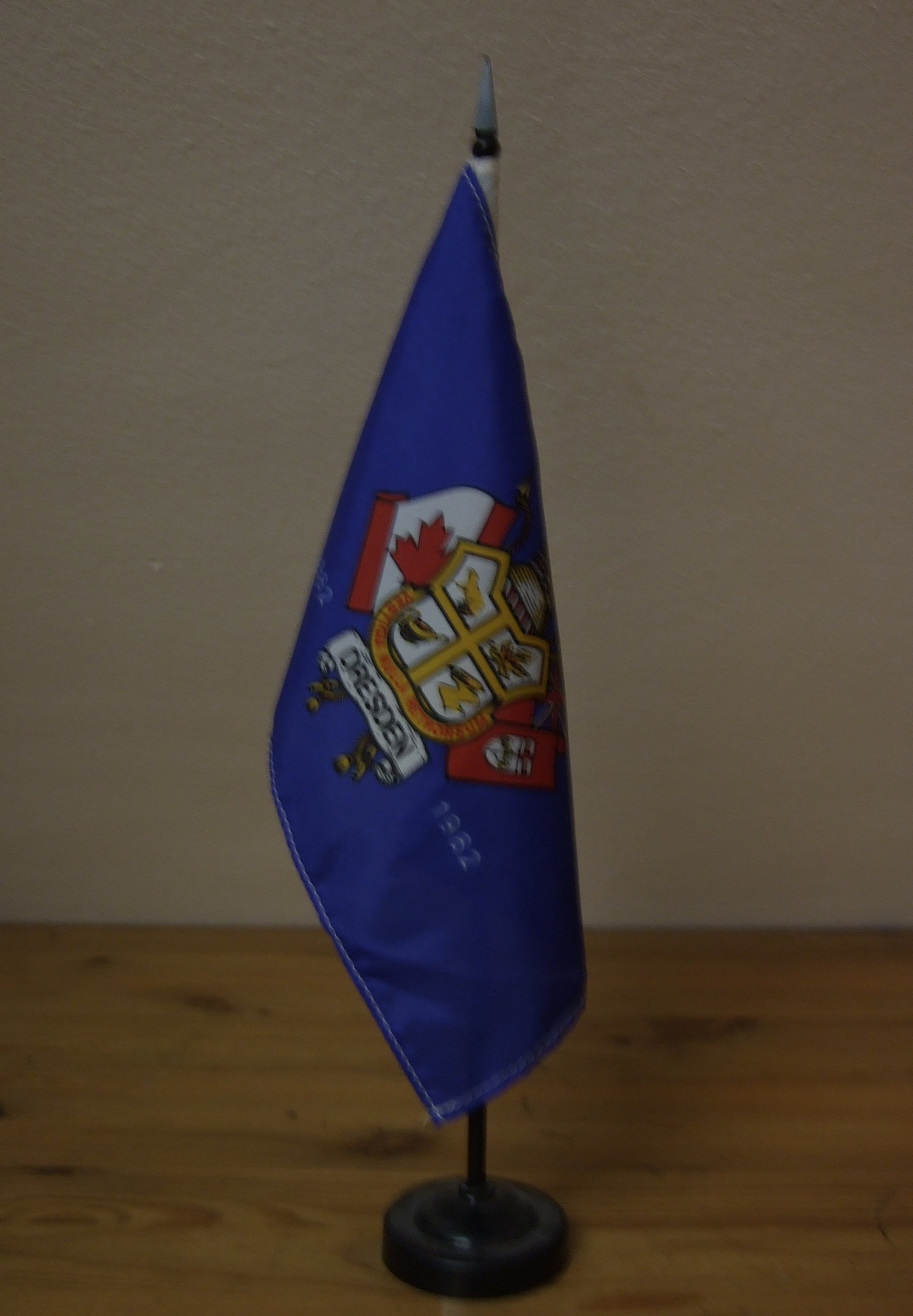
Настольный флаг столетия (1982) за достижения с девизом: Vestigia nulla retrorsum

## Культура
Река Сайденхэм, протекающая через город, известна своей редкой фауной, а на тропе Триллиума, особенно в районе дендрария в центре города, есть указатели, рассказывающие о редких растениях и животных, которые здесь обитают.
Ежегодно в городе проводится ряд специальных мероприятий, в том числе Show and Shine для классических автомобилей и еженедельные концерты по вечерам в четверг в летние месяцы в Ротари-парке.
В Дрездене также находится трасса для конских скачек Dresden Raceway. Ранее в Дрездене находился большой зал игровых автоматов, которыми управляла компания Gateway Casinos & Entertainment Limited, который затем переехал в Чатем под названием Cascades Casino.

## Афроканадское наследие
В 19 веке в городе преобладало афроканадское население. Некоторые могилы на дрезденском кладбище принадлежат одним из последних в истории страны канадских рабов, умерших до того, как рабство было отменено в 1830-е гг. Приток рабов усилился в 1840-е гг. Дрезден сыграл важную роль в функционировании «подземной железной дороги» по переправке беглых рабов из США в Канаду. Беглые рабы приобретали в Дрездене и соседних посёлках землю и занимались фермерством.
В Дрездене находится дом Джосайи Хенсона, бывшего американского раба, история жизни которого послужила вдохновением для создания романа «Хижина дяди Тома».
В 1871 году 72 % из 700 жителей Дрездена были чернокожими канадцами. Это число неуклонно снижалось с годами. К 1949 году в Дрездене было лишь 17 % чернокожих. Доля чернокожих жителей упала до 11 % в 2001 году и достигла исторического минимума в 5,5 % в 2016 году
«Полярная звезда: в поисках чёрной Мекки», фильм, запланированный к выпуску 2021 года о чернокожих общинах и истории Чатем-Кента, частично снимается в Дрездене.
В период 1948—1956 гг. Ассоциация национального единства (NUA) Чатема, Дрездена и Северного Бакстона под руководством Хью Р. Бернетта вела кампанию за расовое равенство и социальную справедливость. Их усилия привели к принятию «Закона Онтарио о справедливой практике трудоустройства» (1951 г.) и «Закона о справедливой практике размещения проживающих» (1954 г.) и заложили основу для последующего законодательства о правах человека в Онтарио и по всей Канаде. Традиционные англо-канадские права, такие как свобода ассоциации и свобода торговли, исторически истолковывались как допускающие дискриминацию по признаку расы, цвета кожи или вероисповедания при предоставлении услуг населению. NUA вдохновил признание свободы от дискриминации как фундаментального принципа; это привело к революционным изменениям в канадском законодательстве и истории Канады. Хью Бернетт и NUA были первопроходцами в формулировании равных прав для всех канадцев, теперь конституционно закрепленных в Хартии прав и свобод.
Хью Бернетт вернулся в свой родной город Дрезден после службы своей стране во Второй мировой войне. Однако в некоторых ресторанах его не обслуживали, потому что он был чёрным. Итак, в 1948 году он вместе с другими африканскими канадцами основал Ассоциацию национального единства. Они собрали 115 имен для петиции о прекращении дискриминации. В результате в Дрездене был проведен референдум, на котором спросили: «Одобряете ли вы принятие советом постановления о лицензировании ресторанов в Дрездене и запрета владельцу или владельцам отказываться от обслуживания независимо от расы, цвета кожи или вероисповедания?» 108 проголосовали за то, чтобы владельцы ресторанов обслуживали всех. 517 проголосовали против.
В 1954 году Бернетт был участником делегации, которая встретилась с премьер-министром Онтарио Лесли Фростом и его кабинетом. Вскоре после этой встречи был принят «Закон Онтарио о справедливой практике размещения проживающих». Закон гласил, что «никто не может отказать какому-либо лицу или группе лиц в размещении, услугах или удобствах, доступных для публики на общих условиях»
Несмотря на закон, некоторые рестораны и парикмахерские по-прежнему отказывались обслуживать афроканадцев. Судья Уильям Ф. Швенгер расследовал жалобы единолично. На основании его рекомендаций министр труда Чарльз Дейли отказался привлечь к ответственности двух владельцев дрезденских ресторанов, которые отказались обслуживать чернокожих. Дейли заявил: «Я понимаю, что в будущем эти люди будут подчиняться закону».
29 октября 1954 года Хью Бернетт, Бромли Армстронг и Рут Лор Маллой пошли в ресторан Морли Маккея вместе с репортером. Им было отказано в обслуживании. Маккей был первым человеком, которому было предъявлено обвинение по закону. После долгой судебной тяжбы мистер Маккей открыл свой ресторан для всех, независимо от расы.
Противоречивое отношение белых и чёрных жителей Дрездена к этому вопросу было зафиксировано в документальном фильме Национального совета по кинематографии «Дрезденская история» в 1954 году
31 июля 2010 года в Дрездене была установлена мемориальная доска в честь Хью Бернетта и Ассоциации национального единства.